# はちみつキッチン
『はちみつキッチン』は、一部JNN系列局（TBS、MBS、CBC、RKB）およびBS-TBSにて2014年3月1日から同年6月28日まで放送された、キッチンを舞台に、女性の憧れるシーンが描かれているミニドラマ。全18回。TOTOの一社提供。
TBSの放送時間は毎週土曜23:24 - 23:30（JST）だが、21時の『日立 世界・ふしぎ発見!』の拡大版や、『オールスター感謝祭』を筆頭とした特別番組などによってずれる事がある。

## 概要
毎回異なる男性ゲスト（主に俳優）が登場し、キッチンを舞台に女性が思い描くはちみつのようなあま〜い憧れの生活を、ミニドラマで演出。
日々の仕事で疲れている女性のために、理想の男性がキッチンで繰り広げるハートフルなストーリー内容。
憧れの生活に近づくためのアイテム＆アイデアを毎回紹介している。

## キャッチコピー
はちみつのように“あま〜い物語”が、キッチンには秘められています。

## 出演者
| 放送回 | 放送日  | 出演者     | 憧れUPワンアイテム                   | 備考          |
| ------ | ------- | ---------- | ------------------------------------ | ------------- |
| 第1回  | 3月1日  | 中尾明慶   | 手作り黒板メニューの作り方           |               |
| 第2回  | 3月8日  | 相葉裕樹   | 潤いプリーツグローブの作り方         | 23:39より放送 |
| 第3回  | 3月15日 | 敦士       | 元気が出るおかゆ の作り方            |               |
| 第4回  | 3月22日 | 佐野岳     | ハートフル・ミネストローネ の作り方  | 23:29より放送 |
| 第5回  | 3月29日 | 永井大     | パワーストーン・プランターの作り方   | 23:54より放送 |
| 第6回  | 4月5日  | 浅利陽介   | デコ・メッセージの作り方             |               |
| 第7回  | 4月12日 | 鈴木勝大   | デコ・メッセージの作り方             |               |
| 第8回  | 4月19日 | 小澤亮太   | デコ・メッセージの作り方             |               |
| 第9回  | 4月26日 | 和田正人   | メッセージ入りパンケーキの作り方     |               |
| 第10回 | 5月3日  | 阿部力     | 潤手作りシュガースティック の作り方  |               |
| 第11回 | 5月10日 | 佐藤祐基   | リボンdeコーディネートの作り方       |               |
| 第12回 | 5月17日 | 千葉雄大   | オレンジ・ポマンダーの作り方         |               |
| 第13回 | 5月24日 | 秋元龍太朗 | アニマル・スポンジの作り方           |               |
| 第14回 | 5月31日 | 柳下大     | DECOティッシュカバーの作り方         |               |
| 第15回 | 6月7日  | 田中圭     | はちみつ入りカクテルの作り方         |               |
| 第16回 | 6月14日 | 大野拓朗   | フラワー・ゼリーの作り方             |               |
| 第17回 | 6月21日 | 木村了     | 特製グレープフルーツ・ティーの作り方 |               |
| 第18回 | 6月28日 | 片岡愛之助 | メッセージのり巻きの作り方           |               |

## 憧れアップのワンアイデア監修
- 佐野ヒカル

## 主要スタッフ
- ナレーター :
- ディレクター：
- プロデューサー：
- 番組企画：三上公也（博報堂DYメディアパートナーズ）

## 各局の放送時間
| 放送局 | 放送時間（JST）     |
| ------ | ------------------- |
| MBS    | 日曜日22:54 - 23:00 |
| CBC    | 月曜日19:55 - 20:00 |
| RKB    | 日曜日22:54 - 23:00 |